# Irma Grese
Irma Grese, née le 7 octobre 1923 à Wrechen (Feldberger Seenlandschaft, actuel arrondissement de Mecklembourg-Strelitz) et exécutée par pendaison le 13 décembre 1945 à la prison de Hamelin, est une gardienne auxiliaire Hilfspersonal SS (Aufseherin) dans les camps de concentration nazis de Ravensbrück, Auschwitz et de Bergen-Belsen.
Surnommée indifféremment « la hyène d'Auschwitz » ou « la bête de Belsen » à cause de son comportement particulièrement cruel et pervers à l'égard des prisonniers, Irma Grese reste l'une des criminelles nazies les plus connues.

## Biographie

### Jeunesse
En 1923, Alfred et Bertha Grese, un couple d'agriculteurs allemands, donnent naissance à Irma dans la commune de Wrechen, près de Pasewalk (Mecklembourg). Issue d’une famille de cinq enfants, trois filles et deux garçons, Irma est une enfant réservée qui va peu vers les autres. Le père, très absent du foyer familial, passe beaucoup de temps à l’auberge où il rejoint sa maîtresse. Lorsqu’il est à la maison, ce n’est que disputes et violences réciproques des deux parents, rendant l’ambiance familiale invivable pour les enfants. Le père, fervent catholique conservateur, élève ses enfants en les frappant pour se faire obéir.
En 1936, sa mère, brisée par les infidélités répétées de son mari, se suicide en avalant  de l’acide chlorhydrique sous les yeux de sa fille Irma.
Après le suicide de la mère, les enfants restent seuls avec leur père, qui se remarie peu après avec sa maîtresse et continue à distribuer corrections et violence. En 1938, Irma, qui a alors quinze ans, quitte l'école où elle communique très peu avec ses camarades et semble passionnée par la Bund Deutscher Mädel (« Ligue des jeunes filles allemandes », pendant féminin des Jeunesses hitlériennes). Entre 1938 et 1942, elle a plusieurs emplois : elle travaille dans une ferme, est vendeuse dans un magasin pour finalement devenir aide-soignante dans un hôpital de la Schutzstaffel (SS). Ne parvenant pas à devenir infirmière, elle s'engage et pratique ses classes dans l'école des gardiennes auxiliaires SS (Aufseherin) à Ravensbrück. À ce moment, son père, farouche anti-nazi, la renie.

### Gardienne à Ravensbrück
En 1942, Irma Grese est envoyée par la SS comme gardienne dans le camp pour femmes de Ravensbrück. Il semblerait qu'elle se soit liée d'amitié avec Dorothea Binz, considérée comme l'une des femmes SS les plus sadiques du régime, qui va l'initier à ce que cette dernière appelle Schadenfreude (« joie malsaine »)  et qui consiste à battre, torturer et violer les détenues.

### «L'Ange blond d'Auschwitz»
En mars 1943, Irma termine sa formation et est mutée au camp d'Auschwitz en tant qu'Aufseherin ; elle monte facilement les échelons et devient Oberaufseherin (surveillante-chef) en automne, au camp C de Birkenau. Elle est paradoxalement surnommée « l'ange blond d'Auschwitz ». Lors de sa promotion en mai 1944, elle a sous sa coupe plus de 30 000 déportés, dont 18 000 femmes.
C'est à partir de cette période qu'elle se construit une réputation de sadique, qui lui vaudra le surnom de « Bête » par le commandant de camp Josef Kramer. Elle participe aux sélections, en accordant un soin particulier à envoyer à la chambre à gaz toute personne plus jolie qu'elle. D'après le témoignage de Gisella Perl, médecin juive qui a travaillé dans l'hôpital d'Auschwitz-Birkenau, Irma Grese coupait les seins des détenues pour qu'elles développent des infections, avant de les laisser se rendre à l'infirmerie. Toujours d'après le docteur Perl, Irma était « sexuellement excitée lorsqu'elle voyait des signes de souffrances ».
En janvier 1945, après le démantèlement d'Auschwitz, elle retourne un temps servir à Ravensbrück, puis, à partir de mars 1945, à Bergen-Belsen. Ici, elle est nommée Arbeitsdienstführerin (chef du service au travail) en mars 1945, avant d'être arrêtée par l'Armée britannique le 17 avril avec d'autres employés de la SS. Au camp de Bergen-Belsen, elle avait inventé une méthode de torture qui consistait à attendre qu'une détenue enceinte soit sur le point d'accoucher pour lui lier les jambes entre-elles et assister à l'agonie du bébé.
Elle correspondait aux critères raciaux des Nazis : grande, blonde, forte ; elle avait même, selon Olga Lengyel, « un visage d'ange ». Elle aurait voulu devenir une star de cinéma après la fin de la guerre,.

### Sexualité
D'après le docteur Gisella Perl, Irma Grese aurait eu une liaison avec un officier SS et aurait exigé d'elle qu'elle la fasse avorter. Néanmoins, les déclarations de détenues semblent indiquer qu'elle aurait sexuellement abusé des femmes. Enfin, toujours selon le docteur Perl, Irma Grese avait demandé à assister aux expérimentations médicales, ce qui provoquait chez elle un plaisir sexuel.
On lui a prêté une liaison avec le commandant Kramer, mais également avec Josef Mengele.
Sa dernière liaison connue était avec un soldat SS du nom de Hatzinger, travaillant à Bergen-Belsen. Elle aurait demandé sa mutation pour le suivre lorsque ce dernier a été réassigné à ce camp mais il mourut du typhus.

### Procès et exécution (automne 1945)

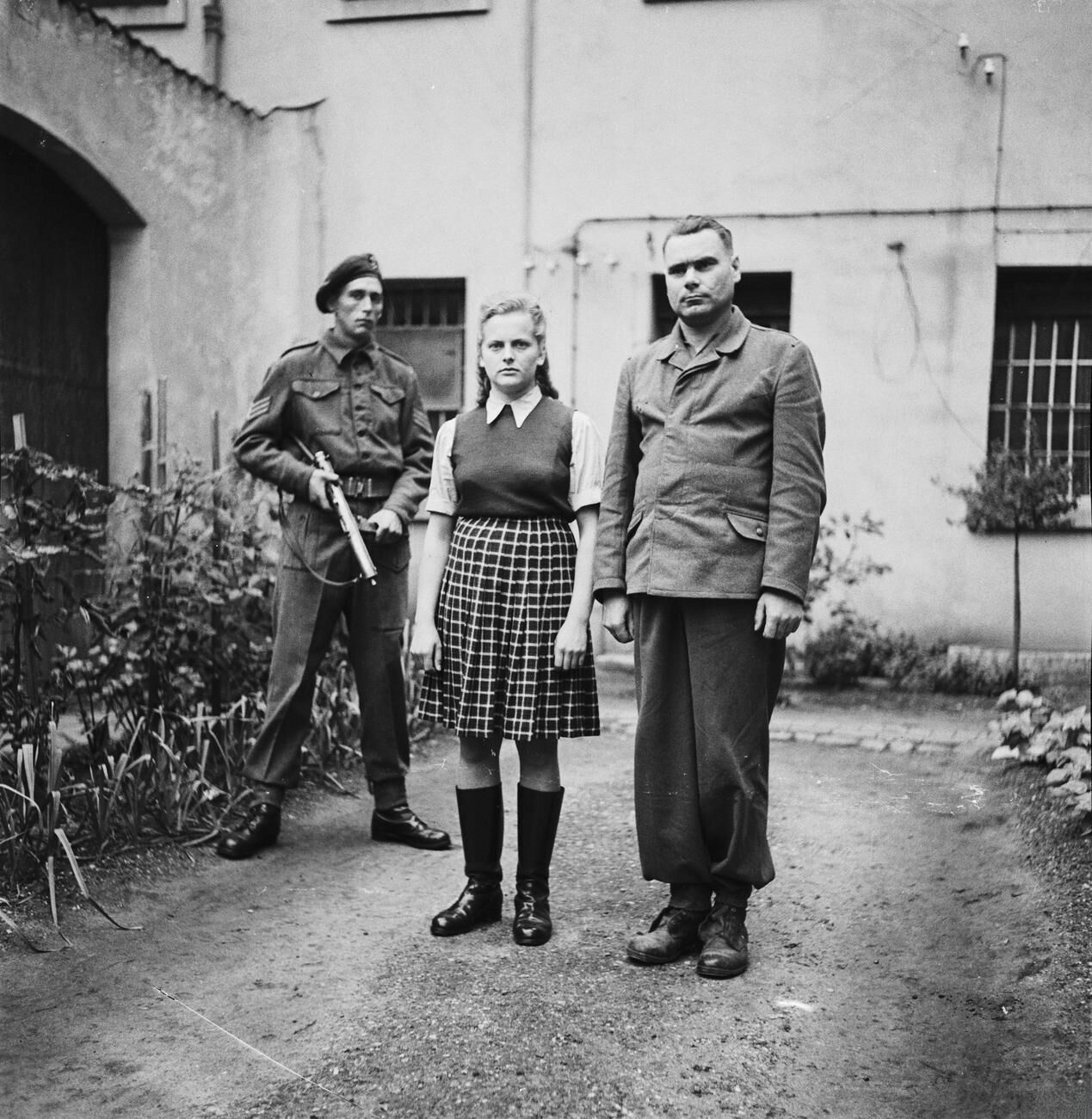
Irma Grese et Josef Kramer lors de leur détention en 1945.

Irma Grese fait partie des 45 personnes accusées de crimes de guerre au procès de Belsen. Elle est jugée entre le 17 septembre et le 17 novembre 1945 (n°9 des accusés) sans reconnaître ce qui lui est reproché. Les témoins l'accusent de mauvais traitements et d'assassinats de détenus, ce qui est contraire à la convention de Genève de 1929 sur les prisonniers de guerre. Elle aurait pratiqué des fusillades massives, des exécutions individuelles au pistolet, donné des coups de fouet, sélectionné des prisonniers pour les chambres à gaz ainsi que pour les expérimentations de Joseph Mengele, fait subir des humiliations sexuelles et enfin lâché des chiens affamés sur les détenus. Elle est considérée comme l'une des pires gardiennes de tout le camp.
Elle reconnaît avoir porté un fouet tressé dans ses bottes ainsi qu'un pistolet mais niera avoir eu un berger allemand, avoir battu à mort des prisonniers ou avoir tiré sur qui que ce soit. Tout au plus reconnaîtra-t-elle avoir donné des coups de matraque pour faire avancer plus vite les prisonniers ou les punir en cas de faute. Elle ne se dira jamais coupable : « C'était notre devoir d'exterminer les éléments anti-sociaux afin d'assurer l'avenir de l'Allemagne » et n'exprimera jamais le moindre regret.
Grese et dix autres personnes sont déclarées coupables de crimes à Auschwitz et à Belsen, puis sont condamnées à mort, par pendaison. Parmi elles, on retrouve Johanna Bormann et Elisabeth Volkenrath. Le 13 décembre, Irma est pendue à 10 h 3 dans la prison de Hamelin par le bourreau britannique Albert Pierrepoint. Son dernier mot a été : « Schnell ! » (« Vite ! »).
Ce jour-là, 3 femmes et 10 hommes furent pendus à 30 minutes d'intervalle, les hommes par paires, les femmes individuellement.

## Autres criminelles exécutées à l'ouest
- Vera Salvequart : 26 juin 1947 ;
- Greta Bösel : 2 mai 1947 ;
- Dorothea Binz : 2 mai 1947 ;
- Elisabeth Volkenrath : 13 décembre 1945 ;
- Juana Bormann : 13 décembre 1945.

### Documentaire radiophonique
- Alain Lewkowicz, « Irma Grese, la hyène d’Auschwitz » [audio], émission Une histoire particulière, un récit documentaire en deux parties (52 min), France Culture, 27 février 2023.